# Casa Bell-Estar
La Casa Bell-Estar és un edifici cantoner, de planta quadrangular, amb baixos, pis i golfes, situat al nucli urbà de Caldes de Malavella (Selva), entre el carrer Nou i la Rambla Recolons. Forma part de l'Inventari del Patrimoni Arquitectònic de Catalunya.

## Descripció
La façana principal (Rambla Recolons) està dividida en tres cossos verticals. La línia vertical és la que predomina a la façana, ja que sis elements a manera de lasena emmarquen cada un dels tres cossos de la façana. A la planta baixa, una porta en arc rebaixat coronat per un arc pla amb dues mènsules amb decoracions modernistes, i la inscripció "Bell-Estar". Dues columes amb carteles a manera de capitell, flanquegen la porta d'entrada, i sostenen el balcó del pis. Flanquejant la porta d'entrada, dues portes en arc rebaixat, flanquejades per pilastres, amb decoració de motlle a manera de capitell amb volutes, cara, fullatges i flor. (Aquestes pilastres estan fetes a manera de lasena, perquè entre finestra i finestra continua la cadena vertical). Al pis, balcó central amb llosana lobulada i barana de ferro forjat; flanquejat per dues finestres idèntiques a les de la planta baixa, amb ampit decorat amb motllura en escòcia. A les golfes, tres obertures petites, emmarcades per decoració que fa pensar en un escut.

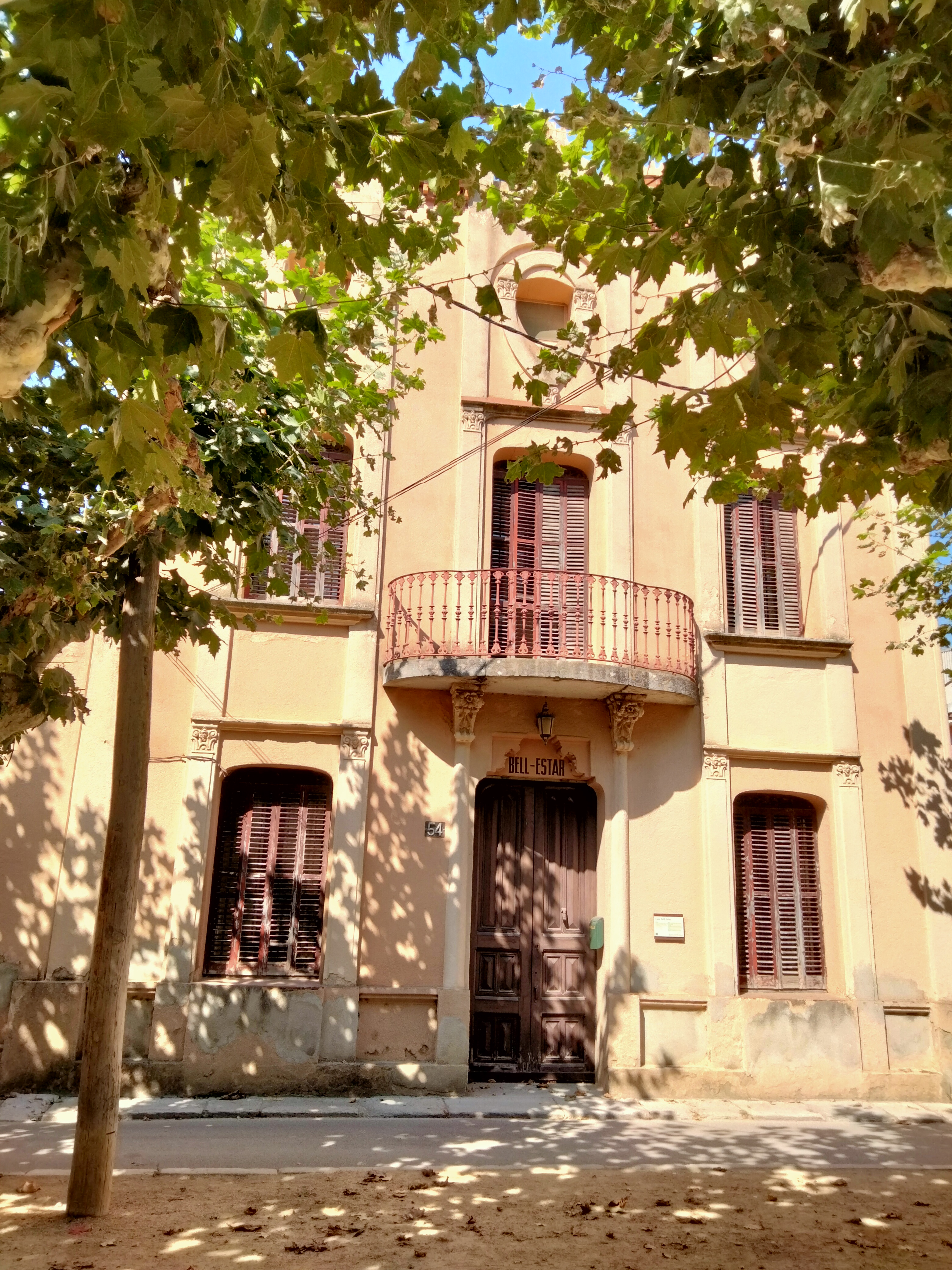
Façana principal de la rambla de Recolons

Corona l'edifici una decoració de maó vist, imitant troços de cornisa intercalats per una decoració a manera d'antefixe. La façana lateral del carrer Nou, presenta la mateixa estructura que la façana principal, però el balcó del pis s'ha substituït per una finestra. Les altres façanes, amb el mateix tipus d'obertures, donen a un jardí interior. El pany de paret és da maó arrebossat, pintat de color salmó i cru.

## Història
La casa es construí a finals del segle xix com a casa d'estiueig, força nombroses al poble, sobretot a l'entorn de la rambla Recolons urbanitzada en aquest moment per donar servei als estiuejants. Les cases eren propietat de la classe benestant, l'única que podia estiuejar, que anava al poble atreta per les aigües medicinals, activitat que combinaven amb d'altres de lleure i que marcà enormement el desenvolupament econòmic del poble.